# Wolfgang Staudinger
Wolfgang Staudinger (n. 8 septembrie 1963, Berchtesgaden, Bavaria, Germania) este un sănier ce a reprezentat Germania, medaliat olimpic. A participat la 2 ediții ale Jocurilor Olimpice (1984, 1988) în care a câștigat o medalie de bronz.